# Callonychium chilense
Callonychium chilense är en biart som först beskrevs av Heinrich Friese 1906.  Callonychium chilense ingår i släktet Callonychium och familjen grävbin. Inga underarter finns listade.